# Contacris gemmea
Contacris gemmea är en insektsart som beskrevs av Christiane Amédégnato och Marius Descamps 1979. Contacris gemmea ingår i släktet Contacris och familjen gräshoppor. Inga underarter finns listade i Catalogue of Life.